# Легія (футбольний клуб, Варшава)
«Ле́гія Варша́ва» (пол. Legia Warszawa) — професіональний польський футбольний клуб з міста Варшава.

## Історія

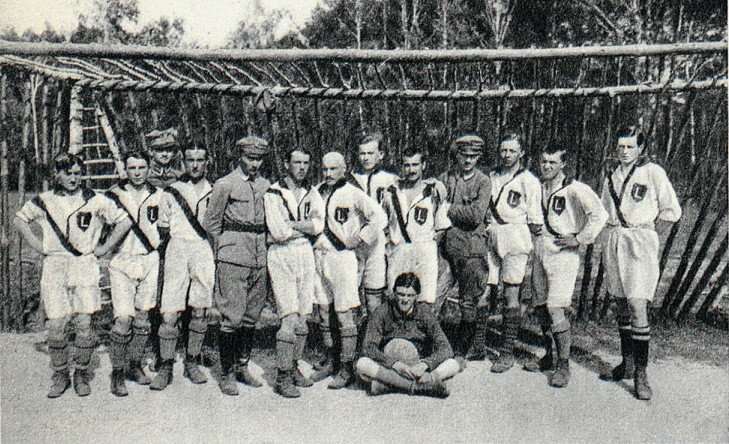
Склад Легії в 1916

### 1916—1938
Між 5 і 15 березня 1916 році військовими Польських Легіонів у Костюхнівці (недалеко міста Маневичі на Волині) був організований клуб, який отримав назву «Команда Легіонова» (деякі джерела стверджують «Команда Спортова „Легія“». У липні 1916 року у результаті Брусиловського прориву польські війська відступили й клуб перебрався до Варшави. У 1918 році після закінчення війни клуб припинив існування.

Історичний логотип команди

14 березня 1920 року клуб був відновлений під назвою «Військовий Клуб Спортовий (ВКС) Варшава». У 1922 році відбулося об'єднання з клубом «Корона Варшава». Змінено також назву клубу на «ВКС Легія Варшава». У 1936 команда вилетіла з першої ліги, а у 1938 через незадовільні результати була розформована.

### Роки після війни
Після Другої світової війни у квітні 1945 року клуб другий раз відновив діяльність. Спочатку називався «І Військовий Клуб Спортовий (ВКС) Варшава», а через два місяці повернув попередню назву. У 1949 рішенням польської влади багато клубів було розформовано. «Легія» була перейменована на «Центральний Військовий Клуб Спортовий (ЦВКС) Варшава».
У 1955 і 1956 рр. «ЦВКС» два роки поспіль стає найсильнішим клубом Польщі, перемагаючи у чемпіонаті і Кубку, а також дебютуючи в європейських турнірах.
2 липня 1957 року до назви повернено слово «Легія».

### Золота ера
1970-ті роки стали золотою ерою польського футболу. До складу «Легії» входили такі зірки польського футболу як: Ян Томашевський, Казімєж Дейна і Роберт Гадоха. У Кубку європейських чемпіонів 1969/70 команда пробилась до півфіналу поряд з такими командами як «Феєноорд», «Лідс Юнайтед» і «Селтік».
Наступного року «Легія» дійшла до чвертьфіналу, де вони програли «Атлетіко» з Мадриду.
Хоча на цей період часу до складу «Легії» на зміну старим зіркам прибули нові гравці, такі як: Яцек Казимірський, Мирослав Оконський, Даріуш Дзекановський, Павел Янас та інші. Однак команда мала негаразди з виграшами титулів у польській лізі. Та навіть не дивлячись на це команда могла спокійно конкурувати з іншими європейськими грандами завдяки чотирьом виграним підряд Кубкам Польщі з футболу.

### 1985— наш час
Найбільш трагічним матчем для «Легії» у єврокубках став матч 1985 року проти італійського «Інтернаціонале». Вдома «Легія» мала перевагу, але у виїзному матчі вони вибулі з єврокубків через правило «виїзного голу».
У сезоні 1989/90 команда здобула свій 9-й Кубок Польщі. Команда вийшла в півфінал Ліги Чемпіонів де зустрілася з «Манчестер Юнайтед». За підсумками двох матчів команда вибула зі змагання.
У сезоні 2013/14 команда завоювала свій десятий чемпіонський титул.

## Колишні назви
- 03.1916: Команда Легіонова (пол. Drużyna Legjonowa Legia)
- 1918—1919: не виступав
- 14.03.1920: ВКС Варшава (пол. WKS [Wojskowy Klub Sportowy] Warszawa)
- 1922: ВКС Легія Варшава (пол. WKS Legia Warszawa)
- 1938—1944: не виступав
- 04.1945: І.ВКС Варшава (пол. I.WKS Warszawa)
- 06.1945: ВКС Легія Варшава (пол. WKS Legia Warszawa)
- 11.1949: ЦВКС Варшава (пол. CWKS [Centralny Wojskowy Klub Sportowy] Warszawa)
- 02.07.1957: ЦВКС Легія Варшава (пол. CWKS Legia Warszawa)
- 25.04.1989: АСПН ЦВКС Легія Варшава (пол. ASPN [Autonomiczna Sekcja Piłki Nożnej] CWKS Legia Warszawa)
- 12.02.1997: АСПН ЦВКС Легія-Деу Варшава ССА (пол. ASPN CWKS Legia-Daewoo Warszawa SSA [Sportowa Spółka Akcyjna])
- 2001: АСПН ЦВКС Легія Варшава ССА (пол. ASPN CWKS Legia Warszawa SSA)
- 13.06.2003: КП Легія Варшава ССА (пол. KP [Klub Piłkarski] Legia Warszawa SSA)

## Стадіон
Свої ігри «Легія» грає на Міському стадіоні Варшави імені маршала Юзефа Пілсудського (знаний як Стадіон Війська Польського). Команда грає на цьому стадіоні з 9 серпня 1930. Стадіон вміщує 31800 глядачів, це 5 найбільший футбольний стадіон у Екстраклясі. У період між 2008 і 2011 роком стадіон перебував на реконструкції. Було знесено всі трибуни й замінені на нові, внаслідок чого було збільшено ємність стадіону. У поточний момент стадіон є власністю міста Варшава.
|                        |
| Стадіон. Вигляд ззовні |

|             |
| ВІП трибуна |

|                                                 |
| Східна трибуна, названа на честь Казімежа Дейна |

## Основний склад
Станом на 1 серпня 2025
| №  | Поз. | Нац.       | Гравець                                |
| -- | ---- | ---------- | -------------------------------------- |
| 1  | ВР   | Польща     | Кацпер Тобіаш                          |
| 3  | ЗХ   | ДР Конго   | Стів Капуаді                           |
| 4  | ЗХ   | Швейцарія  | Марко Бурх                             |
| 5  | ПЗ   | Португалія | Клод Гонсалвеш                         |
| 7  | ПЗ   | Польща     | Павел Вшолек                           |
| 8  | ПЗ   | Польща     | Рафал Августиняк                       |
| 9  | НП   | Франція    | Мігель Алфарела                        |
| 11 | ПЗ   | Польща     | Кацпер Ходина                          |
| 12 | ЗХ   | Сербія     | Радован Панков                         |
| 13 | ЗХ   | Польща     | Аркадіуш Реца                          |
| 17 | НП   | Білорусь   | Ілля Шкурін                            |
| 18 | НП   | Камерун    | Жан-П'єр Нсаме                         |
| 19 | ЗХ   | Португалія | Рубен Вінагре (в оренді з «Спортінга») |
| 20 | НП   | Польща     | Якуб Жевлаков                          |
| 21 | ПЗ   | Вірменія   | Ваган Бічахчян                         |

| №  | Поз. | Нац.     | Гравець                                     |
| -- | ---- | -------- | ------------------------------------------- |
| 22 | ПЗ   | Колумбія | Юрген Елітім                                |
| 23 | ПЗ   | Польща   | Патрик Кун                                  |
| 24 | ЗХ   | Польща   | Ян Зюлковський                              |
| 25 | ЗХ   | Японія   | Ріойя Морішита (в оренді з «Наґоя Ґрампус») |
| 27 | ВР   | Польща   | Габріель Кобиляк                            |
| 28 | НП   | Іспанія  | Марк Гуаль                                  |
| 29 | НП   | Данія    | Мілета Райович                              |
| 30 | ЗХ   | Словенія | Петар Стоянович                             |
| 31 | ВР   | Польща   | Марцел Мендес-Дудзіньський                  |
| 50 | ВР   | Польща   | Войцех Банасік                              |
| 51 | ПЗ   | Польща   | Паскаль Мозіє                               |
| 53 | ПЗ   | Польща   | Войцех Урбаньський                          |
| 55 | ЗХ   | Польща   | Артур Єнджейчик                             |
| 67 | ПЗ   | Польща   | Бартош Капустка                             |

### Закріплені номери
| №  | Поз. | Нац.   | Гравець       |
| -- | ---- | ------ | ------------- |
| 10 | ПЗ   | Польща | Казімеж Дейна |

## Фанати
З огляду на те що «Легія» один із найуспішніших клубів в Польщі це один і з найпопулярніших клубів в Екстраклясі. До фан-клубу зараховують майже всі верстви населення: від юнаків до старшого покоління. Традиційно, вболівальники клубу вважаються найбільш численними в Екстраклясі. Вони дуже віддані власній команді та відвідують не тільки домашні, а й виїзні та міжнародні матчі.

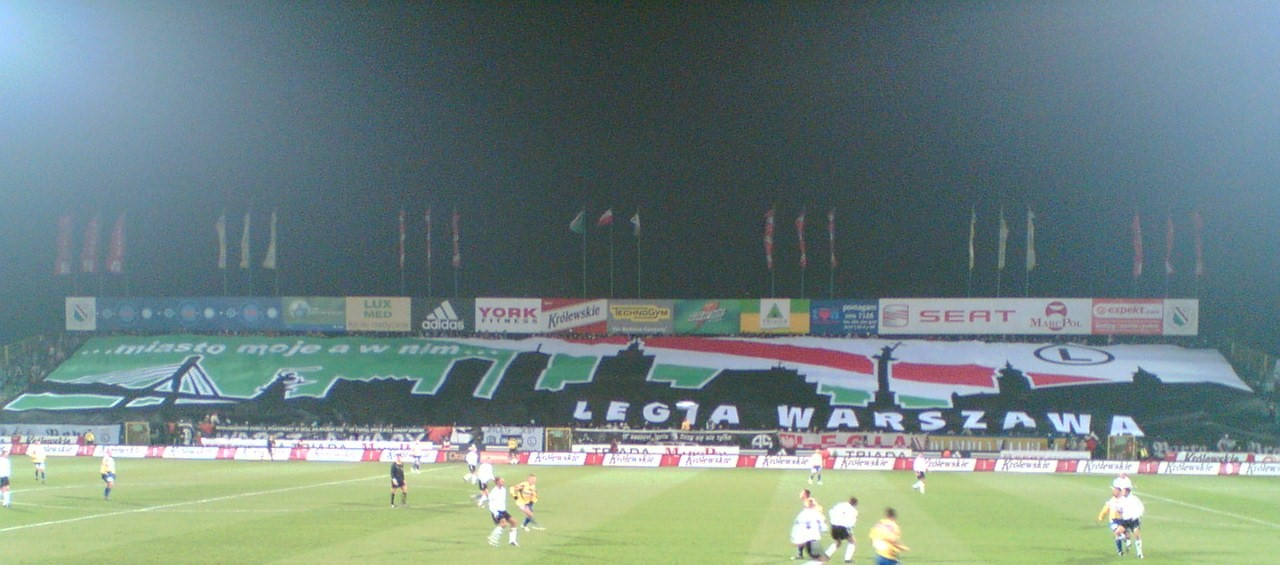
Світлина трибуни, на якій переважно збираються прихильники команди

Окрім відданості вболівальники «Легії» відомі звуковою підтримкою (пісні, кричалки тощо) і значними перфомансами. Кожен вболівальник слідує правилам. встановленим в певному секторі: біла футболка, шалик (так звана фанатська роза) і встановлений вік.
Що стосується політичних поглядів, то прихильники «Легії» сповідують переважно праву ідеологію. За часів комунізму, зокрема в 1980-х, вболівальники показали свої патріотичні та сильні антикомуністичні погляди. Сьогодні вболівальники активно беруть участь у щорічних заходах, присвячених Варшавському повстанню та Дню Незалежності Польщі. На міжнародній арені вболівальники підтримують дружні стосунки з шанувальниками АДО Ден Гаг і Ювентусу. Основні суперники: Полонія, Лех, Вісла і Відзев. Під час єврокубкових матчів проти Металіста вболівальники «Легії» вивісили банер на якому було зазначено що «Львів — польське місто».

## Титули та досягнення
- Чемпіонат Польщі:
  - Чемпіон (15): 1955, 1956, 1969, 1970, 1994, 1995, 2002, 2006, 2013, 2014, 2016, 2017, 2018, 2020, 2021
  - срібний призер (14): 1960, 1968, 1971, 1985, 1986, 1993, 1996, 1997, 2004, 2008, 2009, 2015, 2019, 2023
  - бронзовий призер (14): 1928, 1930, 1931, 1961, 1972, 1980, 1988, 1999, 2001, 2005, 2007, 2011, 2012, 2024
- Кубок Польщі:
  - Володар (21): 1955, 1956, 1964, 1966, 1973, 1980, 1981, 1989, 1990, 1994, 1995, 1997, 2008, 2011, 2012, 2013, 2015, 2016, 2018, 2023, 2025
  - фіналіст (6): 1952 (дубль), 1969, 1972, 1988, 1991, 2004
- Кубок Ліги Польщі:
  - Володар (1): 2002
  - фіналіст (2): 2000, 2008
- Суперкубок Польщі:
  - Володар (6): 1989, 1994, 1997, 2008, 2023, 2025
  - фіналіст (11): 1990, 1995, 2006, 2012, 2014, 2015, 2016, 2017, 2018, 2020, 2021

Участь у євротурнірах:
- Кубок Чемпіонів УЄФА/Ліга чемпіонів УЄФА:
  - 1/2 фіналу: 1969/1970
  - 1/4 фіналу: 1970/71, 1995/1996
- Кубок Кубків УЄФА:
  - 1/2 фіналу: 1990/1991
  - 1/4 фіналу (2): 1964/65, 1981/82
- Кубок УЄФА/Ліга Європи УЄФА:
  - 2 раунд: 2005/2006, 2008/2009, 2009/2010
  - 1 раунд: 2006/2007
- Кубок Інтертото:
  - 1 місце у групі: 1968
  - 2 місце у групі (2): 1974, 1977

## Участь в єврокубках
| Турнір                                             | М   | Пер | Н  | Пор | ГЗ  | ГП  |
| -------------------------------------------------- | --- | --- | -- | --- | --- | --- |
| Кубок Європейських чемпіонів / Ліга чемпіонів УЄФА | 72  | 36  | 14 | 22  | 102 | 87  |
| Кубок Кубків УЄФА                                  | 37  | 14  | 12 | 11  | 53  | 39  |
| Ліга Європи УЄФА / Кубок УЄФА                      | 117 | 51  | 27 | 39  | 171 | 127 |
| УЄФА                                               | 217 | 96  | 49 | 72  | 318 | 253 |
| Кубок ярмарків                                     | 6   | 3   | 1  | 2   | 13  | 6   |
| Разом                                              | 229 | 102 | 53 | 74  | 337 | 259 |

Останнє оновлення: 30 липня 2021

## Факти
Гімном клубу є пісня Чеслава Немена «Sen o Warszawie» (Сон про Варшаву), яку від 12 березня 2004 року виконують перед кожним матчем фанати клубу. Гімном фанатів є пісня «Mistrzem Polski jest Legia».